# Cerepîn, Tetiiv
Cerepîn (în ucraineană Черепин) este localitatea de reședință a comunei Cerepîn din raionul Tetiiv, regiunea Kiev, Ucraina.

## Demografie
Componența lingvistică a localității Cerepîn
     Ucraineană (98,5%)
     Rusă (1,05%)
     Alte limbi (0,15%)
Conform recensământului din 2001, majoritatea populației localității Cerepîn era vorbitoare de ucraineană (98,5%), existând în minoritate și vorbitori de rusă (1,05%).